# Sandy (Utah)
Sandy és una població dels Estats Units a l'estat de Utah. Segons el cens del 2008 tenia 96.660 habitants.

## Demografia
Segons el cens del 2000, Sandy tenia 88.418 habitants, 25.737 habitatges, i 21.773 famílies. La densitat de població era de 1.528,8 habitants per km².
Dels 25.737 habitatges en un 51,3% hi vivien nens de menys de 18 anys, en un 72,9% hi vivien parelles casades, en un 8,6% dones solteres, i en un 15,4% no eren unitats familiars. En l'11,6% dels habitatges hi vivien persones soles el 3,4% de les quals corresponia a persones de 65 anys o més que vivien soles. El nombre mitjà de persones vivint en cada habitatge era de 3,42 i el nombre mitjà de persones que vivien en cada família era de 3,73.
Per edats la població es repartia de la següent manera: un 34,5% tenia menys de 18 anys, un 11,1% entre 18 i 24, un 27,5% entre 25 i 44, un 21,8% de 45 a 60 i un 5,2% 65 anys o més.
L'edat mediana era de 29 anys. Per cada 100 dones de 18 o més anys hi havia 97,7 homes.
La renda mediana per habitatge era de 66.458 $ i la renda mediana per família de 70.801 $. Els homes tenien una renda mediana de 47.031 $ mentre que les dones 29.661 $. La renda per capita de la població era de 22.928 $. Entorn del 2,8% de les famílies i el 3,8% de la població estaven per davall del llindar de pobresa.

## Poblacions més properes
El següent diagrama mostra les poblacions més properes.